# Карнатка лучна
Карнатка лучна (Spizella breweri) — вид горобцеподібних птахів родини Passerellidae. Поширений в Північній Америці.

## Поширення
Він поширений у західній Канаді та США в репродуктивний період. Взимку мігрує на південний захід США (Каліфорнія, Аризона, Нью-Мексико і Техас) і до Мексики. Мешкає на посушливих рівнинах з чагарниками, на ділянках напівлісів і на луках.

## Опис
Птах завдовжки 13 см. Зверху сіро-бежевий, смугастий з темно-коричневим, а знизу світло-сірий, без плям. На голові має дрібно смугасту трикутну шапку. Обличчя сіре, але щоки темніші та бежеві, обмежені коричневою лінією, яка перетинає око, оточує область вуха, а потім повертається до дзьоба під оком. Інша смужка, розташована нижче попередньої, йде навскоси від ока, утворюючи невеликі «вусики». Сірий колір живота тягнеться через потилицю як би намистом. Дзьоб і ноги рожеві, але верхній край дзьоба темний; очі чорні й оточені тонкою білою лінією.